# Philipp Altmann
Philipp Altmann (* 15. Februar 1996 in Singen (Hohentwiel)) ist ein deutscher Fußballspieler.

## Karriere
Altmann spielte bereits in seiner Jugend in der Schweiz. Er spielte in der U18 des FC Winterthur. Anschließend absolvierte er einen Einsatz beim FC Schaffhausen in der zweithöchsten Liga. In der Saison 2015/16 spielte er für den 1. FC Rielasingen-Arlen in der sechsthöchsten Liga der Fußball-Verbandsliga Südbaden. Anschließend wechselte er zum FV Ravensburg in der fünfthöchsten Oberliga Baden-Württemberg, wo er Stammspieler und Kapitän war. Im Januar 2023 wechselte er zum Schweizer Zweitligisten FC Wil. Zu Beginn der Rückrunde absolvierte für den Verein mehrere Kurzeinsätze, ehe er sich ab April 2023 als regelmäßiger Startelfspieler durchsetzen konnte. Beim 0:5 gegen den FC Baden im August 2023 erzielte Altmann sein erstes Tor für die Wiler. Nach insgesamt 60 Einsätzen in der zweithöchsten Schweizer Liga verließ Altmann die Wiler zum Jahresende 2024 und beendete seine Profikarriere. Im Januar 2025 schloss er sich daraufhin wieder seinem früheren Verein FV Ravensburg in der Oberliga Baden-Württemberg an.